# Neoenergia COSERN
A Neoenergia Cosern é uma empresa de distribuição de energia elétrica pertencente à Neoenergia, subsidiária do grupo espanhol Iberdrola. Sua área de concessão abrange todo o estado do Rio Grande do Norte.

## História
Foi criada pela lei estadual nº 2.721, de 14 de dezembro de 1961, regulamentada pelo decreto estadual nº 3.878, de 8 de janeiro de 1962 e autorizada a funcionar como empresa de energia elétrica pelo decreto federal nº 1.302, de 3 de agosto de 1962, na gestão do governador Aluízio Alves (1961 - 1966).
Foi privatizada em 1997 na Bolsa de Valores do Rio de Janeiro e foi adquirida pelo consórcio formado pela Companhia de Eletricidade da Bahia (COELBA), Guaraniana S/A e UPTICK Participações S/A pelo preço de R$ 676.400.000,00. A partir de então passou a fazer parte do grupo Neoenergia,  presente nos 167 municípios potiguares, detém uma área de concessão de 53 mil quilômetros quadrados e atende 1,5 milhão de clientes (3,5 milhões de habitantes). Reconhecida pela Aneel como uma das três melhores distribuidoras do Brasil com mais de 400 mil clientes em qualidade de fornecimento, a Neoenergia Cosern foi reconhecida em 2019 como a melhor empresa da região nordeste no Prêmio Abradee -Conferido pela Associação de Distribuidores de Energia Elétrica.

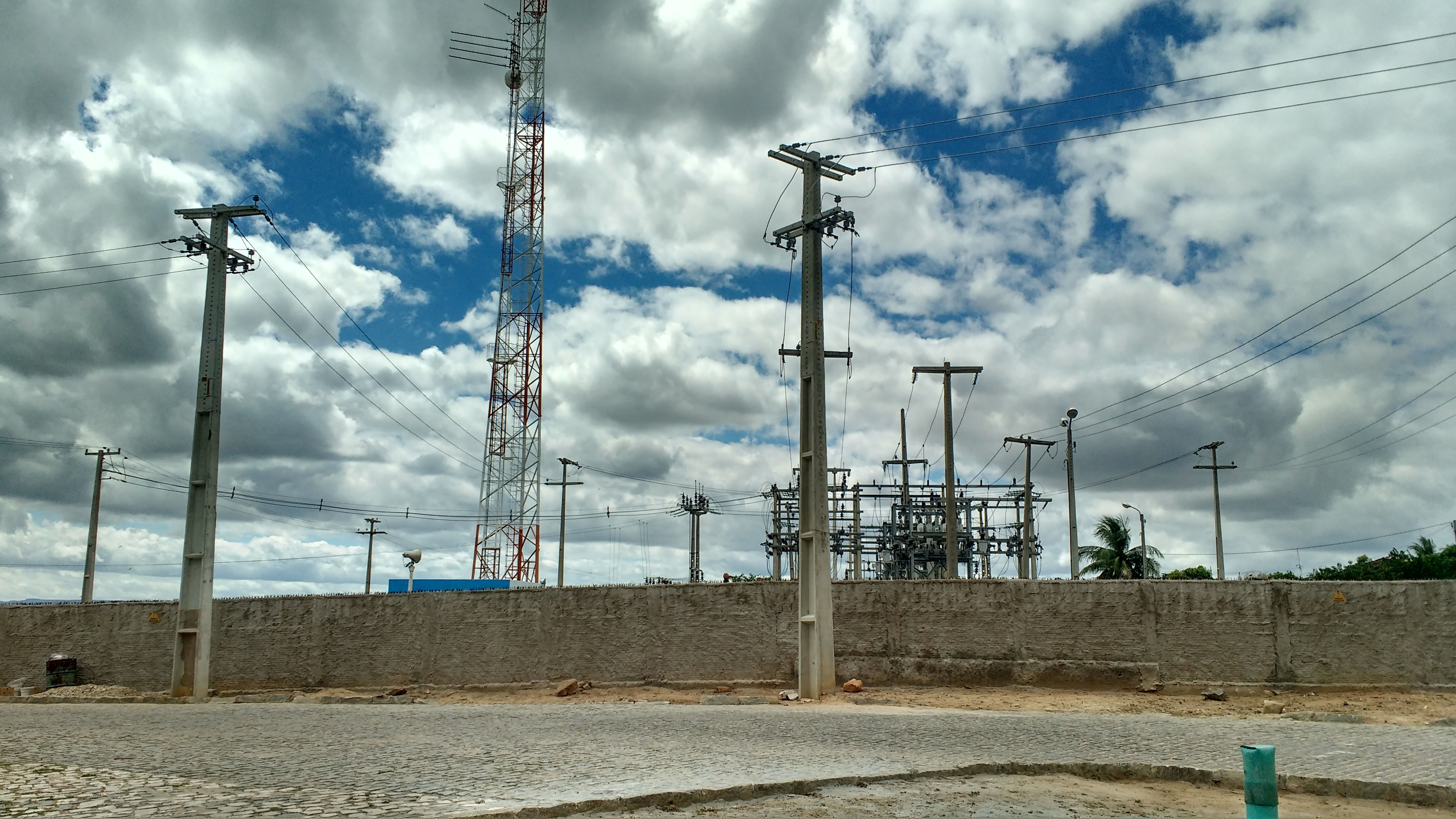
Subestação da COSERN em Marcelino Vieira

## Reajustes tarifários
A ANEEL define os reajustes tarifários para todas as distribuidoras de energia elétrica no Brasil.
| A partir de         | Reajuste tarifário | Reajuste tarifário   | Reajuste tarifário  |
| A partir de         | Baixa tensão B1    | Baixa tensão cativos | Alta tensão cativos |
| ------------------- | ------------------ | -------------------- | ------------------- |
| 22 de abril de 2014 | +11,01%            | +11,40%              | +15,78%             |